# ناتالیا چروونکا
ناتالیا چروونکا (انگلیسی: Natalia Czerwonka؛ زادهٔ ۲۰ اکتبر ۱۹۸۸) اسکیت‌باز سرعت اهل لهستان است.